# Abramites hypselonotus
Abramites hypselonotus (còn được gọi là marbled headstander hoặc the high-backed headstander) là một thành viên của họ Anostomidae và thường được xác định bởi những đặc điểm cơ thể như mõm nhọn, thân hình kim cương, dấu màu nâu trên vây bụng, các dải màu nâu sẫm lượn sóng và một vạch tối ở gốc cuống đuôi. Kích thước của chúng khoảng 5"(13 cm).

## Phân phối và môi trường sống
Abramites hypselonotus thường sống trong các dòng suối và sông của hệ thống sông Orinoco và Amazon. Chủ yếu là ở những lưu vực nước chảy xiết và có nhiều dải đá ngầm.

## Thức ăn
Chúng là một loài cá chủ yếu ăn cỏ. Ngoài ra, chúng cũng có thể dễ dàng chấp nhận lá rau diếp, đậu Hà Lan và kể cả lăng quăng.

## Trong bể cá
Nhìn chung, Abramites hypselonotus là một loài cá hiền lành. Tuy nhiên có một vài trường hợp đặc biệt thì chúng vẫn có thể tấn công các loài khác. Nhưng nói chung, nó vẫn là một loài cá hiền lành, không gây hại gì đến những loài cá khác chung bể.
Một bể nuôi trồng nhiều cây thủy sinh, nhiều đá với nhiều khe hở là một bể cá thích hợp của chúng. Lưu ý: nếu không có đủ thực vật trong chế độ ăn uống của nó, nó sẽ ăn các cây thủy sinh. Mặt khác, ta có thể sử dụng điều này để lợi thế nếu muốn thiết lập một "hồ cá tự duy trì" (Xin lưu ý đây không phải là một việc dễ dàng. Không phải chỉ ném một bó cây vào và nghĩ rằng nó sẽ ổn).

## Nhiệt độ, độ pH và độ mặn
Những loại cá này có thể chịu được độ pH từ 6-7,5, nhưng lại thích nước có tính axit. Chúng thích nước mềm từ 2-15 dH, và yêu cầu nhiệt độ 73-82 °F (23-28 °C).